# Folorunso Fatukasi
(en) Statistiques sur pro-football-reference
Folorunso Ifeyinka « Foley » Fatukasi, né le 4 mars 1995 à Far Rockaway dans l'État de New York, est un sportif professionnel américain de football américain jouant au poste de defensive tackle dans la National Football League (NFL) depuis la saison 2018.
Sélectionné par la franchise des Jets de New York lors du sixième tour de la draft 2018 de la NFL, il y reste pendant quatre saisons avant de rejoindre en 2022 les Jaguars de Jacksonville et en 2024 les Texans de Houston.
Il a joué au niveau universitaire pour les Huskies de l'université du Connecticut dans la NCAA Division I FBS pendant quatre saisons.

## Biographie

### Carrière universitaire
Étudiant à l'université du Connecticut,  Fatukasi y joue pour les Huskies de 2014 à 2017. En 2015, il est sélectionné dans la première équipe de l'American Athletic Conference.

### Carrière professionnelle

#### Draft
```
Fatukasi est sélectionné au 
180
e
 
rang
 lors du sixième tour de la 
draft 2018 de la NFL
 par la 
franchise
 des 
Jets de New York
[
2
]
.
```

#### Jets de New York
Lors de sa saison rookie de 2018, Fatukasi ne participe qu'à un seul match et à trois snaps défensifs le 25 novembre 2018 contre les Patriots de la Nouvelle-Angleterre et reste inactif le reste de la saison
En 2019, il prend part à 14 rencontres en tant que réserviste, totalisant 27 plaquages dont 14 en solo et 7 pour perte, 3 hits sur quarterback et une passe déviée. Il réussit son premier sack en carrière en 15e semaine contre les Steelers de Pittsburgh. Il participe ainsi à 40% des snaps défensifs ainsi qu'à 29% des snaps des équipes spéciales.
En 2020, il est désigné titulaire lors de huit rencontres sur les quinze qu'il dispute. Il totalise 42 plaquages dont 22 en solo et 6 pour perte, 5 hits sur quarterback, deux passes déviées 2 sacks, recouvre un fumble adverse, jouant 47% des snaps défensifs et 34% des snaps des équipes spéciales.
Fatukasi est placé sur la liste des joueurs touchés par la Covid-19 le 17 décembre 2020 mais est réactivé le 22 décembre.
En 2021, Fatukasi est titulaire lors des 15 matchs qu'il joue, enregistrant 46 plaquages dont 25 en solo et 5 pour perte ainsi que six hits sur quarterbackparticipant à 53% des snaps défensifs et  15% des snaps en équipes spéciales.

#### Jaguars de Jacksonville
Agent libreaprès la saison 2021, Fatukasi signe avec les Jaguars de Jacksonville le 16 mars 2022 un contrat de 3 ans pour 30 millions de dollars.
Lors de sa première saison à Jacksonville, il participe à quatorze matchs dont treize en tant que titulaire et totalise 24 plaquages dont 13 en solo, 2 plaquages pour perte, trois hits sur quarterback, 1½ sack, et trois passes déviées. Il participe à 46% des snaps défensifs mais ne joue qu'un seul snap en équipes spéciales.
Fatukasi est libéré le 5 mars 2024.

#### Texans de Houston
Le 19 mars 2024, Fatukasi signe avec les Texans de Houston.

## Vie privée
Fatukasi est de descendance nigériane. Son frère, Olakunle Fatukasi , joue au football américain au poste de linebacker pour les Rams de Los Angeles après avoir joué au niveau universitaire pour les Scarlet Knights de Rutgers.